# Kasteel van Fallais
Het Kasteel van Fallais is een kasteel uit de 13e eeuw in Fallais in de provincie Luik.

## Geschiedenis
Reeds rond 1150 werd er hier een hoge vierkante donjon gebouwd door de familie Beaufort, omgeven door een murenomheining met een overdekte loopbrug.
In de dertiende eeuw behoorde het kasteel nog steeds toe aan de familie Beaufort, en werd uitgebreid met een woongedeelte en de huidige vier torens. In 1275-1278 geraken de Heren van Fallais betrokken bij de zogenaamde Koeienoorlog uitgevochten tussen het Graafschap Namen en het Prinsbisdom Luik, Het kasteel werd belegerd door de Luikenaars.
In oktober 1468 verbleef Karel de Stoute, hertog van Bourgondië, sinds 1464 eigenaar van Fallais, met Lodewijk XI, koning van Frankrijk, in het kasteel tijdens de vernietiging van Luik
In 1675 passeerde Lodewijk XIV van Frankrijk in Fallais tijdens het beleg van Hoei. Bij zijn vertrek liet hij de Grignard- en Burgundy-torens, evenals de noordelijke en oostelijke kasteelmuren, vernietigen.
Het kasteel werd door Auguste Van Assche in 1881-1882 gerenoveerd.